# Gypsophila stevenii
Gypsophila stevenii là loài thực vật có hoa thuộc họ Cẩm chướng. Loài này được Fisch. ex Schrank mô tả khoa học đầu tiên năm 1819.